# Nová synagoga v Holešově
Nová synagoga v Holešově byla židovská modlitebna v moravském městě Holešov v okrese Kroměříž. Nacházela se v židovské čtvrti města, ve středu pozdějšího náměstí Svobody, a od svého vzniku roku 1893 sloužila jako hlavní ceremoniální centrum zdejší početné židovské komunity. V kontextu perzekuce Židů během německé okupace Čech, Moravy a Slezska byla roku 1941 záměrně vypálena a roku 1942 potom její torzo strženo.

## Historie

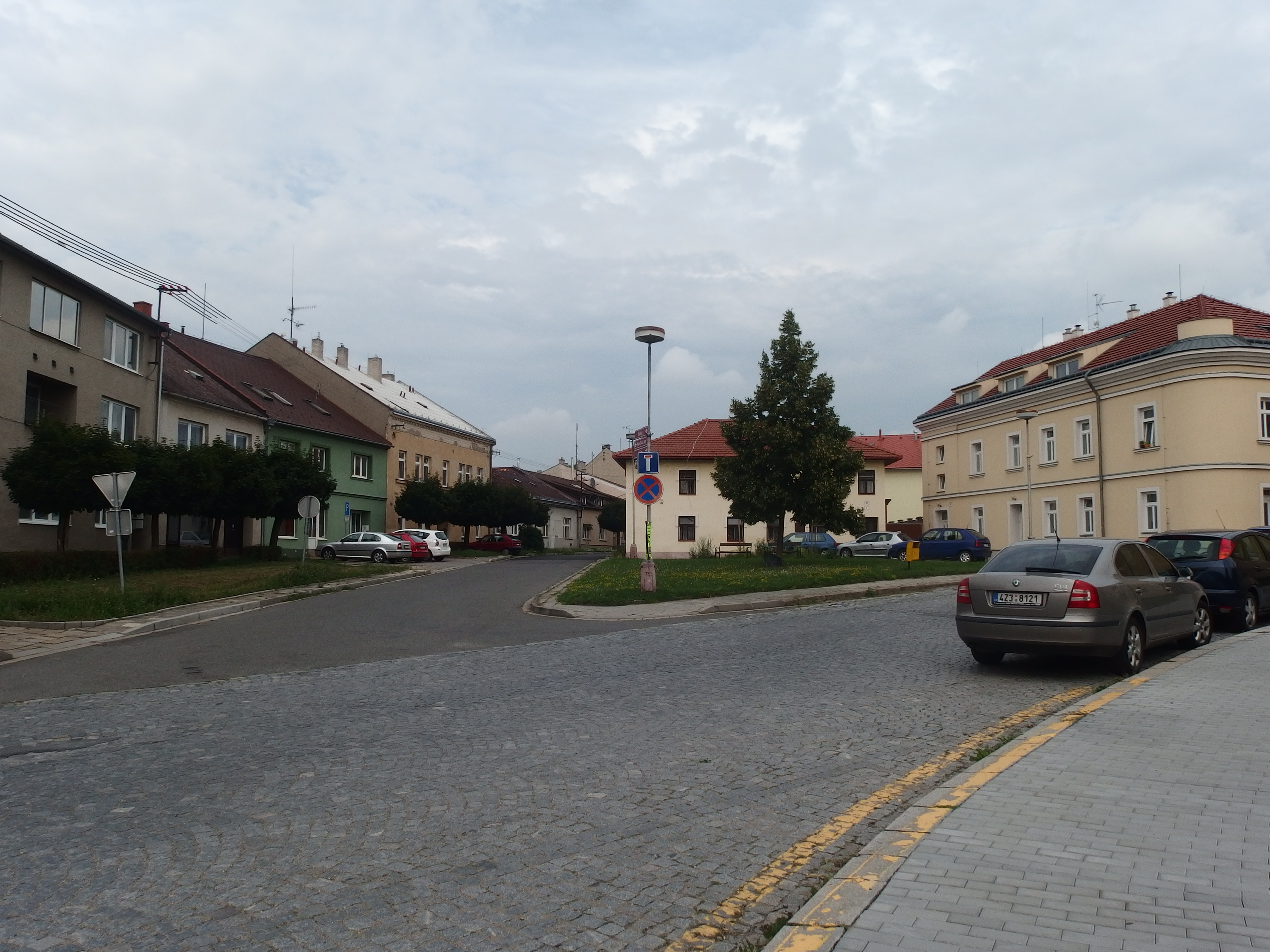
Náměstí Svobody v Holešově, v jehož centru nová synagoga stála

Výstavbu nové budovy židovského chrámu zadala holešovská židovská obec poté, co na konci 19. století zdejší početné židovské komunitě, tvořené mj. také ultraotodoxními Židy, stará synagoga, zřízená v tzv. Šachově domě, již věřícím přestala kapacitně vyhovovat. Se zpracováním návrhu byl osloven rakousko-židovský architekt Jakob Gartner, původem z nedalekého Přerova, který stavbě dal historizující maurský styl s novorománskými prvky. Stavební práce byly provedeny v letech 1892 až 1893 a 3. září v roce dokončení byla synagoga slavnostně vysvěcena.
Bez větší újmy pak přečkala dva velké pogromy, které byly proti zdejšímu židovskému obyvatelstvu namířeny: roku 1899 a pak roku 1918, který byl posledním protižidovským pogromem v českých zemích před druhou světovou válkou.
Po záboru Čech, Moravy a Slezska nacistickým Německem byla synagoga nejprve roku 1940 zbavena železného oplocení použitého pro válečnou výrobu. Roku 1941, v rámci vlny antisemitismu po napadení Sovětského svazu Německem, došlo ke dvěma pokusům o její vypálení, z nichž druhý z 13. srpna znamenal její naprostou zkázu. Její zbytky byly následně roku 1942 odstraněny. Následkem tragických událostí druhé světové války a holokaustu pak došlo k razantnímu zmenšení zdejší židovské obce a synagoga po válce nebyla obnovena.
Okolo roku 2000 byl v části městské zeleně na místě někdejší synagogy vztyčen malý kamenný památník připomínající její existenci.